# Pseudoxenodon baramensis
Pseudoxenodon baramensis är en ormart som beskrevs av Smith 1921. Pseudoxenodon baramensis ingår i släktet Pseudoxenodon och familjen snokar. Inga underarter finns listade i Catalogue of Life.
Denna orm förekommer på norra Borneo i delstaten Sarawak av Malaysia. Arten lever i kulliga områden och i bergstrakter mellan 150 och 1000 meter över havet. Individerna vistas i skogar. Honor lägger antagligen ägg.
Kanske hotas beståndet av skogsröjningar. Det är inget känt om populationens storlek och ormens anpassningsförmåga. IUCN kategoriserar arten globalt som otillräckligt studerad.